# 倉吉線
倉吉線（くらよしせん）は、かつて鳥取県倉吉市の倉吉駅から東伯郡関金町（現・倉吉市関金町）の山守駅までを結んでいた、日本国有鉄道（国鉄）の鉄道路線（地方交通線）である。
1980年（昭和55年）の日本国有鉄道経営再建促進特別措置法（国鉄再建法）の施行により、1981年（昭和56年）に第1次特定地方交通線として承認され、1985年（昭和60年）4月1日に全線が廃止となった。

## 路線データ
- 路線距離（営業キロ）：20.0km
- 軌間：1,067mm
- 駅数：9駅（起終点駅含む）
- 複線区間：なし（全線単線）
- 電化区間：なし（全線非電化）
- 閉塞方式：タブレット閉塞式
- 使用レール：全線30kgレール

## 運行形態

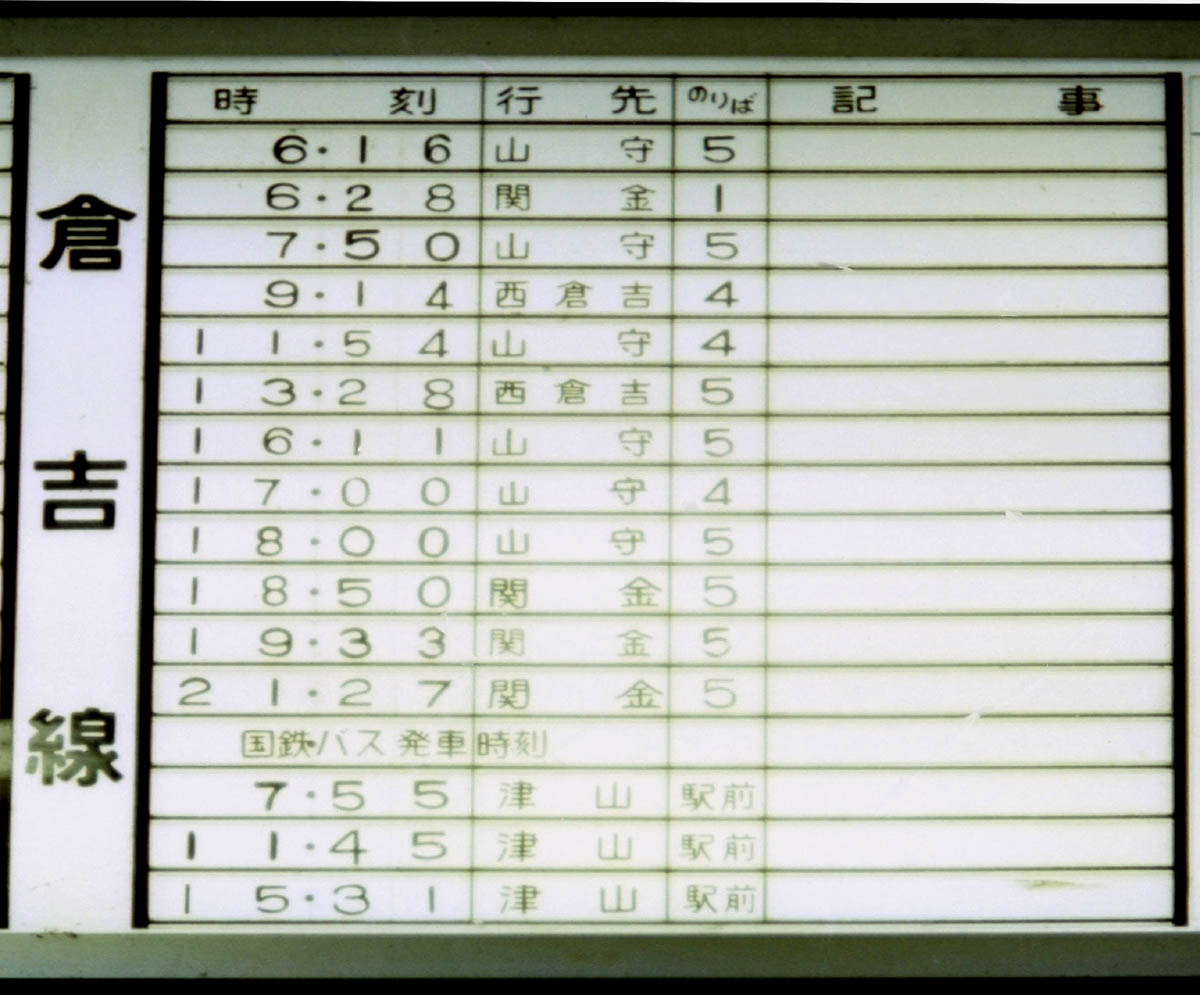
倉吉線時刻表 倉吉駅 1981年頃

全線を通して運行される列車のほか、打吹駅、西倉吉駅、関金駅を発着する区間列車が設定されていた。なお、泰久寺・山守の両駅では客車列車の折り返しができなかったため、山守まで運転される列車はすべて気動車が使用され、客車列車は倉吉 - 関金間で運行された。
開業時から廃止されるまで優等列車の設定はなく、すべて普通列車であった。
1970年代には沿線の過疎化が進行し、終着駅の山守駅周辺には何もない状態となっていたが乗降客は200人程度いた。これは並行するバスの倉吉までの運賃が140円であったのに対し、国鉄の運賃が90円であったためである。
1984年2月のダイヤ改正まで混合列車が残っていた。また、1980年時点では上下合わせて27本の列車のうち、表定速度が時速20km（キロメートル）以下の列車が9本あり、「日本一の鈍足列車運転線区」とも評された。さらに、最も表定速度の遅い普通列車として当線の列車が紹介されたこともあった。この時紹介された「424列車」は西倉吉から倉吉までの6.8kmに27分もかかっており、表定速度は15.1km/hで「マラソンランナーより遅い」と評されていた。これは、当線の線路等級が低く（簡易線）、30kgレールが用いられており、その後の高規格化工事も行われなかったため、軸重の大きいDE10形ディーゼル機関車が牽引する列車は、高速で運転することができなかったこと、旅客列車・荷物列車および貨物列車という性格の異なる3種類の列車を併結していたため、停車駅での荷物の積み下ろしおよび貨車の入れ換えに長時間の停車を強いられたためである。

## 使用車両
- 蒸気機関車
  - C11形 (41, 75, 261)
- ディーゼル機関車
  - DE10形
- 客車
  - オハ35系（オハフ33）
  - オハ61系（オハフ61、オハニ61、オハニ36）
- 気動車
  - キハ58系
  - キハ65形
  - キハ40系
  - キハ23系
  - キハ20系

など

## 歴史
山陰本線の上井駅（現在の倉吉駅）と倉吉町（現在の倉吉市）の市街地である打吹を結ぶために、「倉吉軽便線」として1912年に開業したのが始まりである。
1941年に関金温泉が付近にある関金駅、1958年に山守駅まで開業し、改正鉄道敷設法で「岡山県勝山ヨリ鳥取県倉吉ニ至ル鉄道」と定められ蒜山高原を経由して姫新線の中国勝山駅まで延伸する計画（南勝線）もあった。
だが、整備が進んだ並行する道路を走る本数の多いバスや自家用車には敵わず、1981年9月に国鉄再建法による第1次特定地方交通線に選定されて全区間の廃止が確定。
そして1985年3月31日、「さようなら倉吉線」のヘッドマークを取り付けたさよなら列車が運行され、山守駅22時7分発の臨時列車が倉吉駅に到着したのを最後に、72年の長きに亘った歴史に幕を閉じた。
廃止後は、日本交通（倉吉駅 - 打吹 - 西倉吉 - 関金温泉 - 山守間）・日ノ丸自動車（倉吉駅 - 打吹 - 西倉吉間）・中鉄バス（1986年に湯原バスへ分社、現在は中鉄美作バス、倉吉駅 - 打吹 - 関金温泉 - 蒜山高原間）の3社による代替バスに転換された。その後、2007年11月1日に中鉄美作バスの倉吉駅 - 打吹 - 関金温泉 - 蒜山高原間のバスは乗客が少ないため廃止された。

### 年表
- 1912年（明治45年）6月1日 倉吉軽便線として、上井 - 倉吉間（2.6M≒4.18km）が開業。倉吉駅（2代目）開業
- 1912年（大正元年）10月1日 上灘駅開業
- 1922年（大正11年）9月2日 倉吉線に改称[7]
- 1930年（昭和5年）4月1日 営業距離の単位を、マイルからメートルに変更（2.6M→4.2km）
- 1941年（昭和16年）5月17日 倉吉 - 関金間 (11.0km) が延伸開業。西倉吉駅、小鴨駅、上小鴨駅、関金駅開業
- 1958年（昭和33年）11月1日 倉吉線運輸区を設置[8]。
- 1958年（昭和33年）12月20日 関金 - 山守間 (4.8km) 延伸開業（旅客営業のみ）。泰久寺駅、山守駅開業
- 1965年（昭和40年）1月31日 倉吉線運輸区を廃止[8]。
- 1972年（昭和47年）1月10日 倉吉駅（2代目）を打吹駅に改称
- 1972年（昭和47年）2月14日 上井駅を倉吉駅（3代目）に改称
- 1974年（昭和49年）4月24日 蒸気機関車の運転を廃止（4月28日米子-関金間C1141によるさよなら列車運転）[9]
- 1974年（昭和49年）10月1日 西倉吉 - 関金間の貨物営業を廃止
- 1981年（昭和56年）9月18日 第1次特定地方交通線として廃止承認
- 1983年（昭和58年）12月31日 倉吉 - 西倉吉間の貨物営業を廃止
- 1985年（昭和60年）4月1日 全線 (20.0km) を廃止し、バス路線に転換[1]

## 駅一覧
- 接続路線の事業者名・駅所在地は、倉吉線廃止時点のもの。全駅鳥取県に所在。

| 駅名     | 駅間キロ | 営業キロ | 接続路線               | 所在地                            |
| -------- | -------- | -------- | ---------------------- | --------------------------------- |
| 倉吉駅   | -        | 0.0      | 日本国有鉄道：山陰本線 | 倉吉市                            |
| 上灘駅   | 2.4      | 2.4      |                        | 倉吉市                            |
| 打吹駅   | 1.8      | 4.2      |                        | 倉吉市                            |
| 西倉吉駅 | 2.6      | 6.8      |                        | 倉吉市                            |
| 小鴨駅   | 2.0      | 8.8      |                        | 倉吉市                            |
| 上小鴨駅 | 1.8      | 10.6     |                        | 倉吉市                            |
| 関金駅   | 4.6      | 15.2     |                        | 東伯郡関金町 （現・倉吉市関金町） |
| 泰久寺駅 | 3.0      | 18.2     |                        | 東伯郡関金町 （現・倉吉市関金町） |
| 山守駅   | 1.8      | 20.0     |                        | 東伯郡関金町 （現・倉吉市関金町） |

## 現状
廃線跡は、市街地では倉吉市道伊木八屋線、倉吉市道うわなだ散歩道線、鳥取県道161号倉吉江北線、倉吉市道うつぶき散歩道線、国道313号、倉吉市道西倉吉町福守町線、倉吉市道西倉吉町生田線、サイクリングロード（西倉吉 - 上小鴨間は鳥取県道501号倉吉東郷自転車道線（伯耆自転車道・花と緑のふれあいロード））、上小鴨駅付近は国道313号のバイパスなどになっているが、上小鴨駅から山守駅にかけては倉吉市道福山生竹線、鳥取県道45号倉吉江府溝口線のバイパスなどになっている場所も存在するが、廃線より30余年を経てなおレール、バラストなどがそのまま放置されている場所が多数存在する。
打吹駅跡地には倉吉線鉄道記念館が建てられ、C11 75号機が保存展示されている。西倉吉駅には、東側の島式ホームの一部が再利用され、その上に待合所と公衆トイレが設置されており、そのすぐ下に数メートルの線路が復元されている。西側の島式ホームも保存され公園の一部となっていたが、県道501号拡幅の際に撤去され現在の形なった。
関金駅から山守駅にかけては「旧国鉄倉吉線廃線跡」として整備されており、SNSでは「日本一美しい廃線跡」などといわれ、年1万人以上が足を運んでいる。通常は閉鎖されている山守トンネルも地元観光協会によるトレッキングツアーに申し込めばトンネル内を歩くことができる。泰久寺駅には唯一ホームが残されており、トレッキングツアーの際には駅名標枠にレプリカの駅名標が設置される。

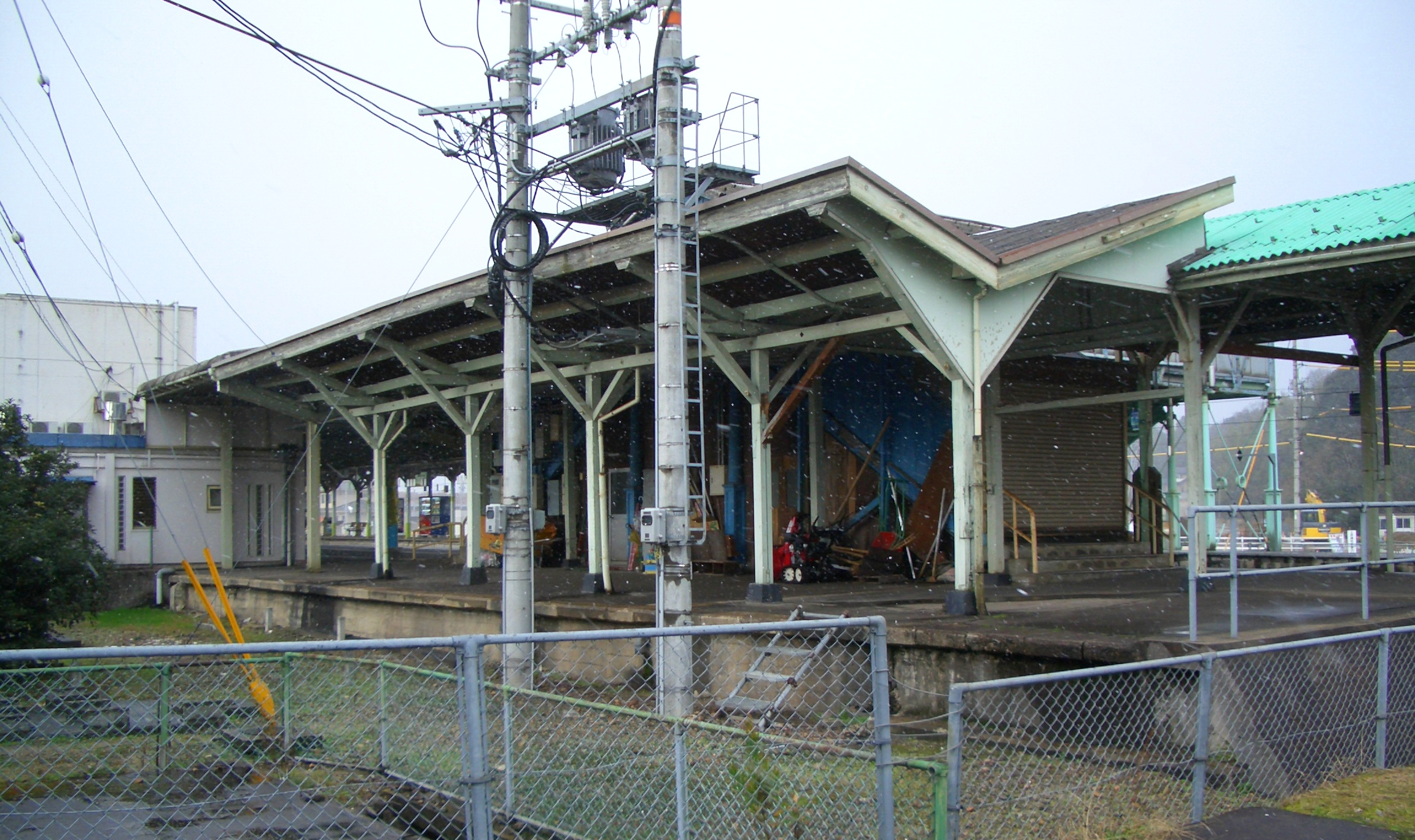
倉吉駅旧倉吉線用5番線ホーム
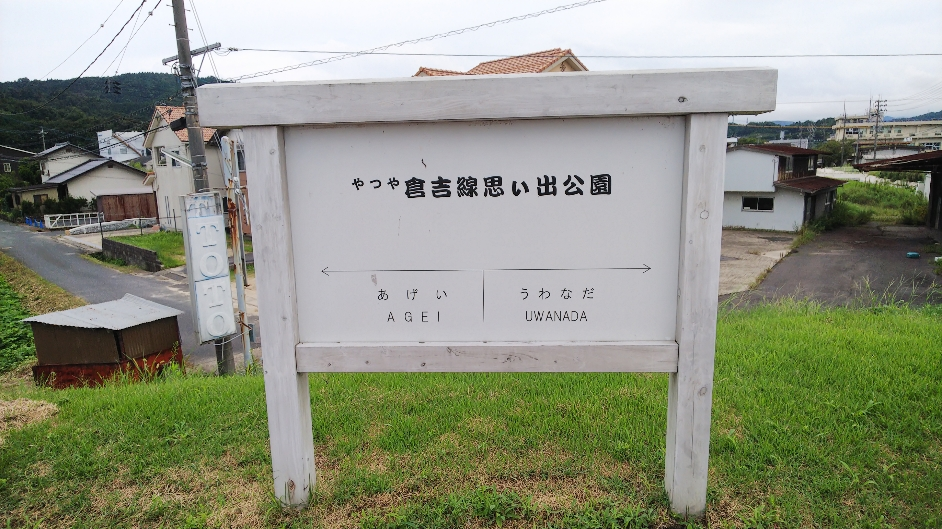
やつや倉吉線思い出公園の看板
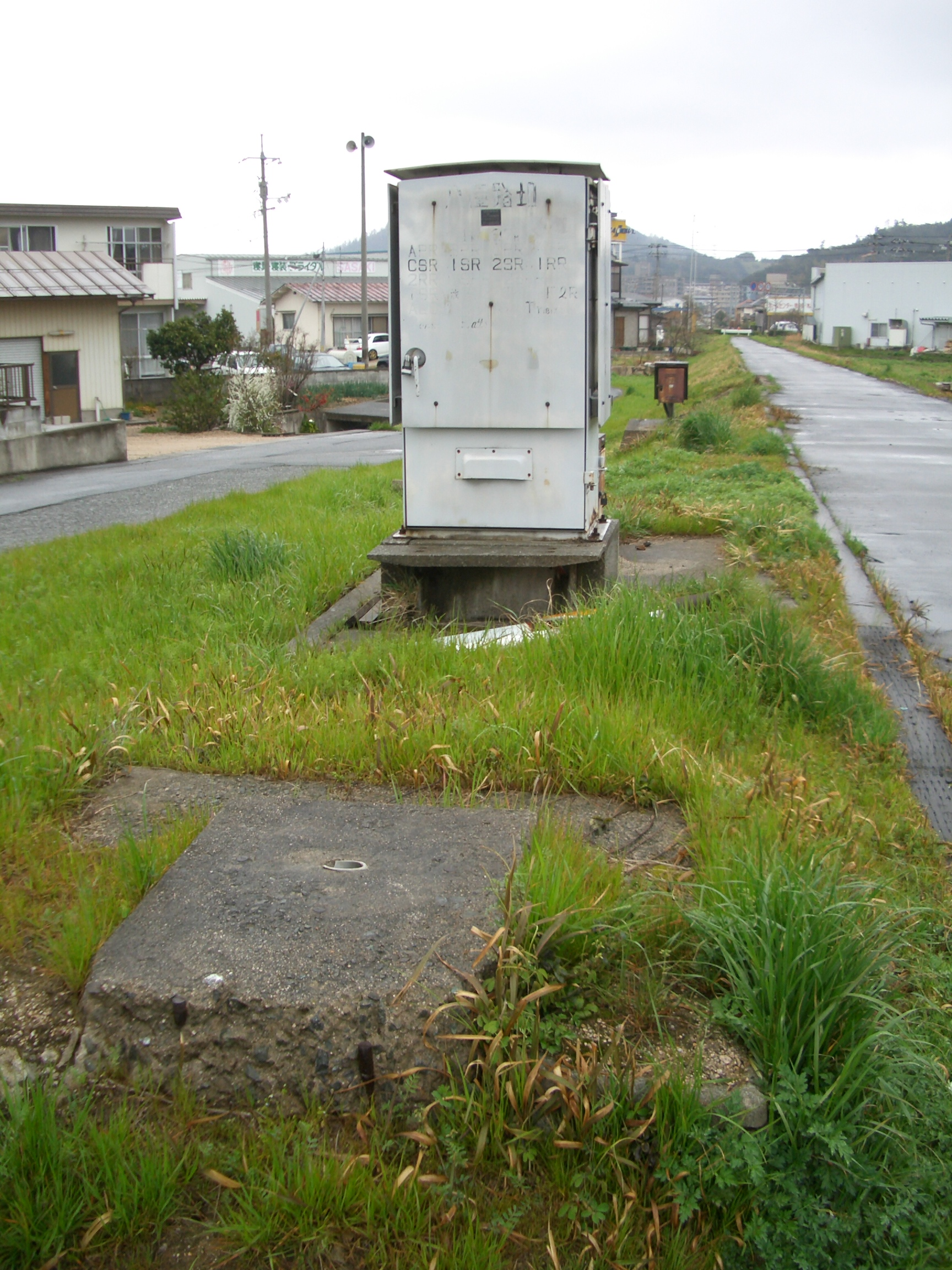
八屋踏切跡と遊歩道
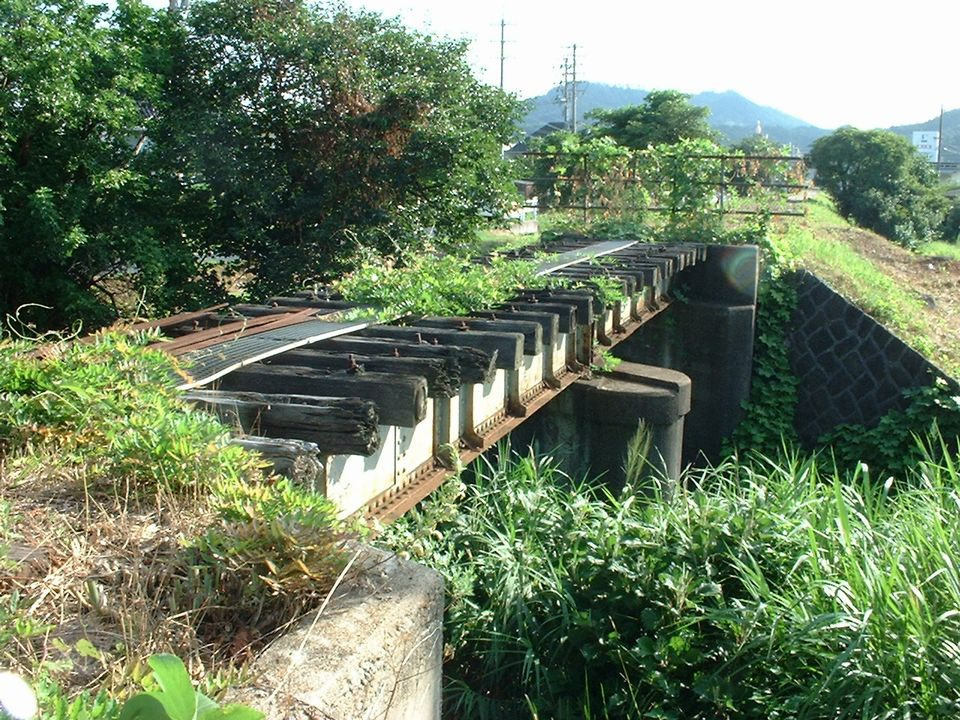
上灘駅付近の廃線跡
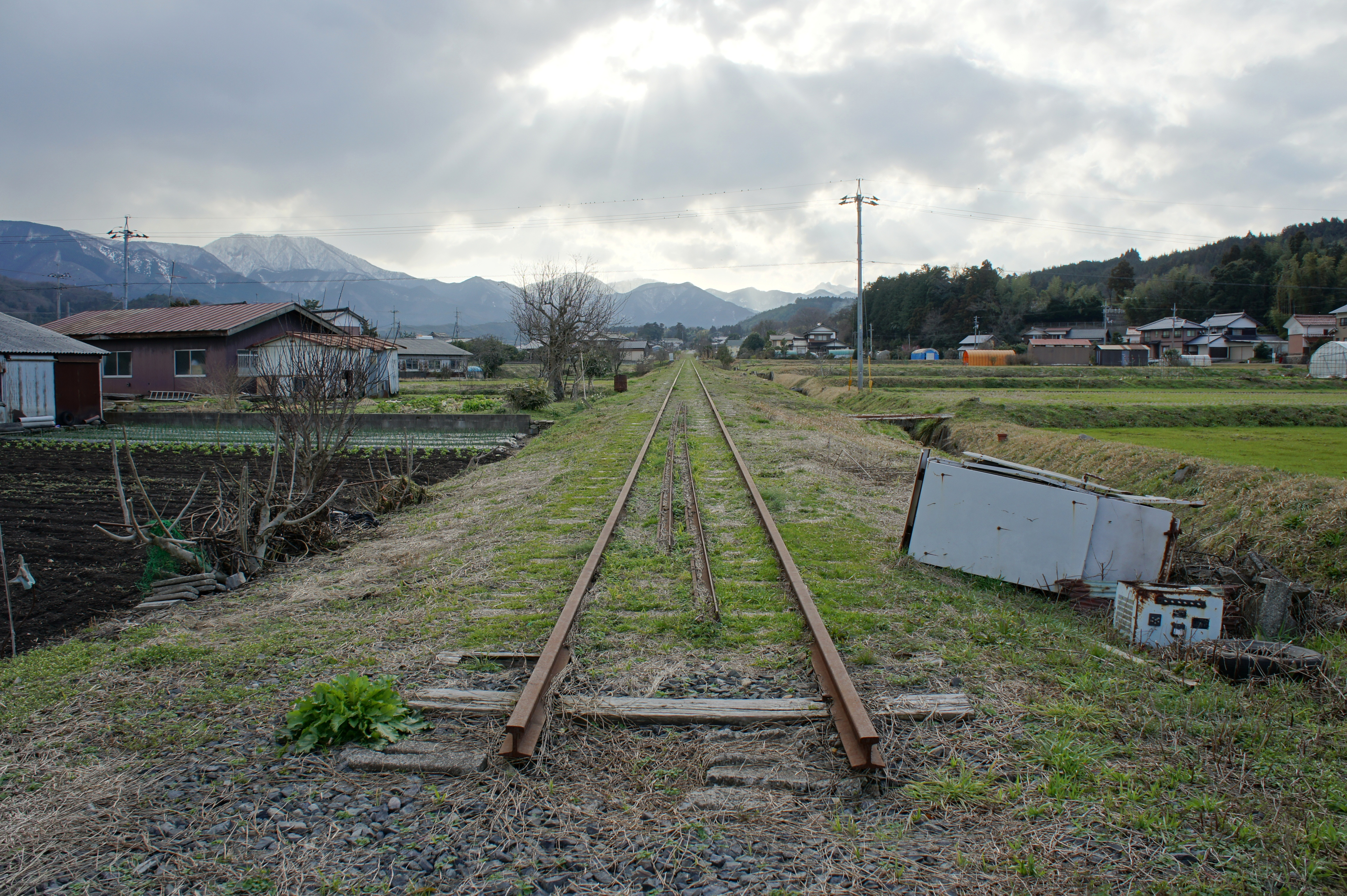
関金 - 泰久寺間の廃線跡
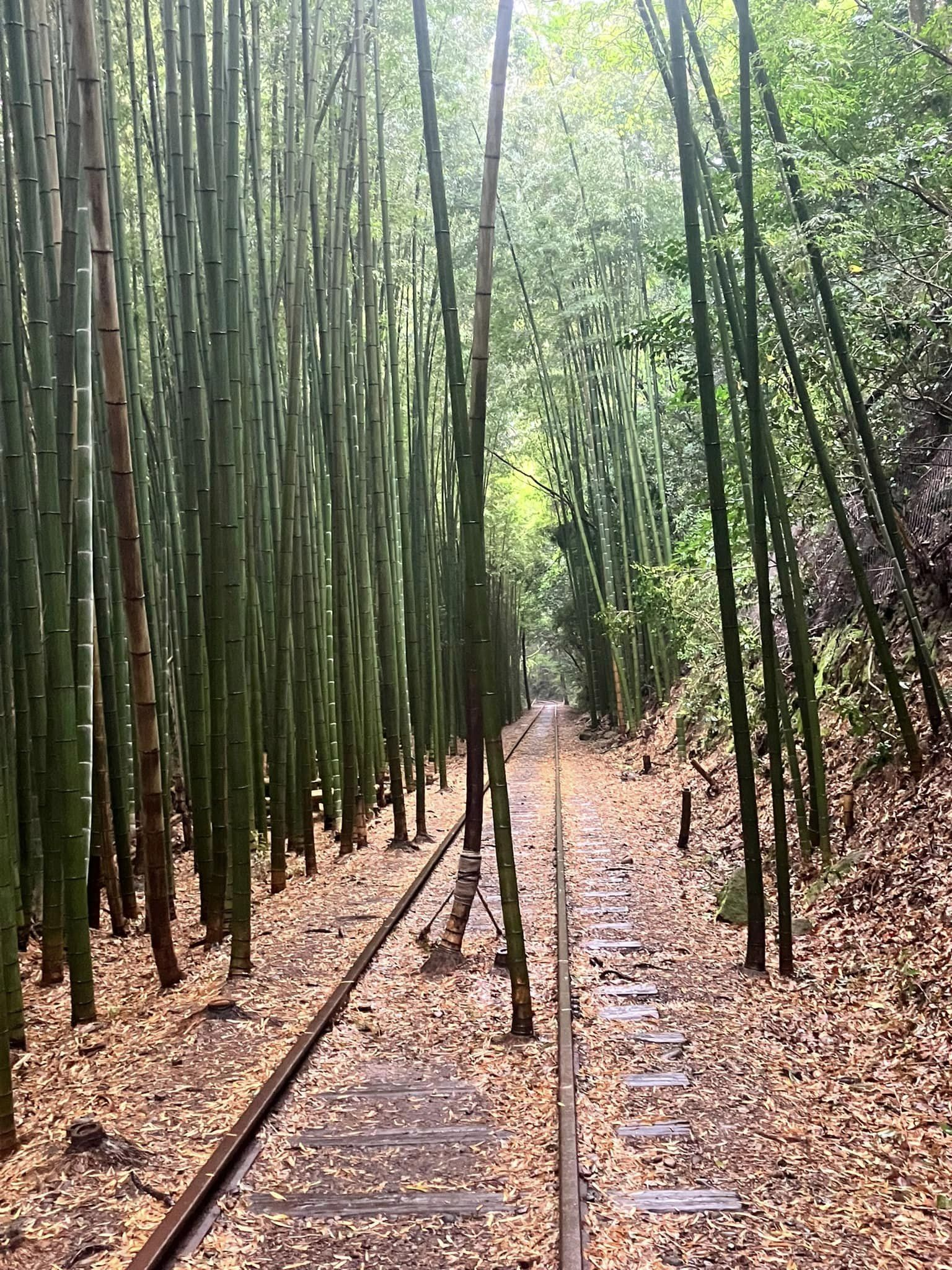
泰久寺駅付近の2023年の状態

## 倉吉線が舞台の小説
松本清張の短編小説『百円硬貨』には、倉吉線が登場する。東京に住む主人公の女が「伯耆と美作の境」の村にいる不倫相手の男を訪ねていくが、物語は山守駅で結末を迎える。山守駅は開業当時から無人駅であったが、小説では出札口で主人公の女と駅員がやりとりする場面がある。

## 注記
1. 1 2 3  “国鉄第一次地交線11線 装い新たに再スタート”. 交通新聞 (交通協力会):  p. 1. (1985年4月2日)
2. ↑  「終着駅の町」『中國新聞』昭和46年7月2日.5面
3. ↑  『レイルマガジン』通巻13号 p17
4. ↑  南正時 (4/1). 蒸気機関車のあった風景. 家の光協会
5. 1 2 3 4  『コロタン文庫 鉄道No.1全百科』p83（1981年・小学館）
6. ↑  日本交通公社『国鉄監修 交通公社の時刻表 1981年8月号』p196によれば、424列車は西倉吉を10時2分に出発、打吹10時16分発、上灘10時21分発、倉吉には10時29分着となっている。
7. ↑  「鉄道省告示第109号」『官報』1922年9月2日（国立国会図書館デジタルコレクション）
8. 1 2  「米鉄 倉吉線運輸区を廃止」『交通新聞』交通協力会、1965年2月6日、1面。
9. ↑  「国鉄蒸気線区別最終運転日一覧」『Rail Magazine 日本の蒸気機関車』1994年1月号増刊
10. ↑  https://www.facebook.com/asahicom+(2023年7月10日).+“「日本一美しい廃線跡」SNSで話題、年1万人超が訪れる魅惑の風景：朝日新聞デジタル”. 朝日新聞デジタル. 2023年7月12日閲覧。
11. ↑  「「百円硬貨」と旧倉吉線」新日本海新聞社、2023年3月24日付け
12. ↑  『松本清張と山陰』鳥取県交流人口拡大本部観光戦略課編集・発行、2022年